# 貞淑翁主
貞淑翁主（韓語：정숙 옹주，1587年—1627年），朝鮮宣祖與仁嬪金氏的第三女，朝鮮元宗與光海君的妹妹，朝鮮仁祖的姑母。下嫁東陽尉申翊聖。

## 生平
貞淑翁主乃朝鮮宣祖的第四名女兒。於萬曆丁亥三月戊申，生於昌慶宮。自幼聰慧有特質。年長後，宣祖親自教導，所以知識頗為淵博，可謂通曉古今，但又不會驕傲的認為自己是天生就會這些文學。九歲時，受封為貞淑翁主。十三歲時嫁給申翊聖。申氏家族乃東陽大姓。祖先為高麗大師崇謙。起先宣廟疼愛翁主，爲了替女兒謹慎挑選配偶花費心思不少。當時東陽公的父親，玄軒公以文學雅興著名。宣廟得知後，便注意到東陽公童年時的英俊才華。進而將他許配給當時僅三歲的翁主。等翁主十五歲成年後，懂得把持家務，再行出閣。申氏以禮法家為名，翁主伺候公婆也甚為謹慎。進而為持婚姻和睦。在翁主剛滿六歲時，朝廷有癸丑之變。玄軒公也連累入獄，翁主借住在姑嫂的茅草屋度日。有人告訴翁主，公公玄軒公旣然已放出，且住在金浦的田裡，在京城有許多房舍可住，可翁主卻不願打擾親戚。翁主常不忘節省之美德，當玄軒公居住在荒郊野外日子艱難時，翁主卻不忘日夜探望援助。當東陽公的姊姊去世，翁主則馬上編製喪服和準備服喪用具替其備喪事。另外東陽公有位最小的妹妹未嫁前，翁主則對她疼愛有加。出嫁後，也出資許多甚至還將自己的婢使分給小姑。翁主敎育子女頗為嚴格。從未抱著姑息養奸的心態。讓大人小孩皆服從於她。平常翁主以勤儉自居。早晨起盥洗後就開始作女工。早年在宮中，照顧母親仁嬪絲毫不敢大意。面對兄弟的吩咐均無違背。光海時宮中喜宴甚多。翁主以仁穆大妃被幽禁為恥辱，不忍心參與宴會。自而不入宮長達十年之久。當光海君提議廢黜大妃時，東陽公不肯附議。翁主悲天憫人，對被幽禁的仁穆大妃和被廢的公主和永昌大君的處境相當不忍。丁卯年十一月翁主因病而身體抱恙。幾日後病情加遽因而去世。享年四十一（虛歲）。

## 家庭
- 兄: 義安君李珹（1577年－1588年），未娶卒。
- 兄: 信城君李珝（1578年－1592年），配郡夫人平山申氏。
- 兄: 元宗大王李琈（定遠君）（1580年－1619年），配仁獻王后具氏。
- 姊: 貞慎翁主（1582年－1653年），下嫁達城尉徐景霌。
- 姊: 貞惠翁主（1584年－1638年），下嫁海嵩尉尹新之。
- 弟: 義昌君李珖（1589年－1645年），配陽川郡夫人許氏。
- 妹: 貞安翁主（1590年－1660年），下嫁錦陽君朴瀰。
- 妹: 貞徽翁主（1593年－1653年），下嫁全昌君柳廷亮。